# Adriana Araújo

Adriana dos Santos Araújo, född 11 april 1981 i São Paulo, Brasilien, är en brasiliansk boxare som tog OS-brons i lättviktsboxning 2012 i London.